# Herbst (Schule)
Herbst (Schule) ist der Titel eines Gemäldes, das die russische Künstlerin Marianne von Werefkin malte. Das Werk gehört zum Bestand der Fondazione Marianne Werefkin in Ascona und wurde 1980 zum ersten Mal publiziert.

## Technik, Maße und Rückseitenbeschriftung
Bei der Darstellung handelt es sich um eine Temperamalerei auf Pappe, 55 × 74 cm im Querformat. Der Text auf dem rückseitig angebrachten Aufkleber lautet: „Moderne Galerie Thannhauser, München, Theatinerstraße 7“.

## Ikonografie

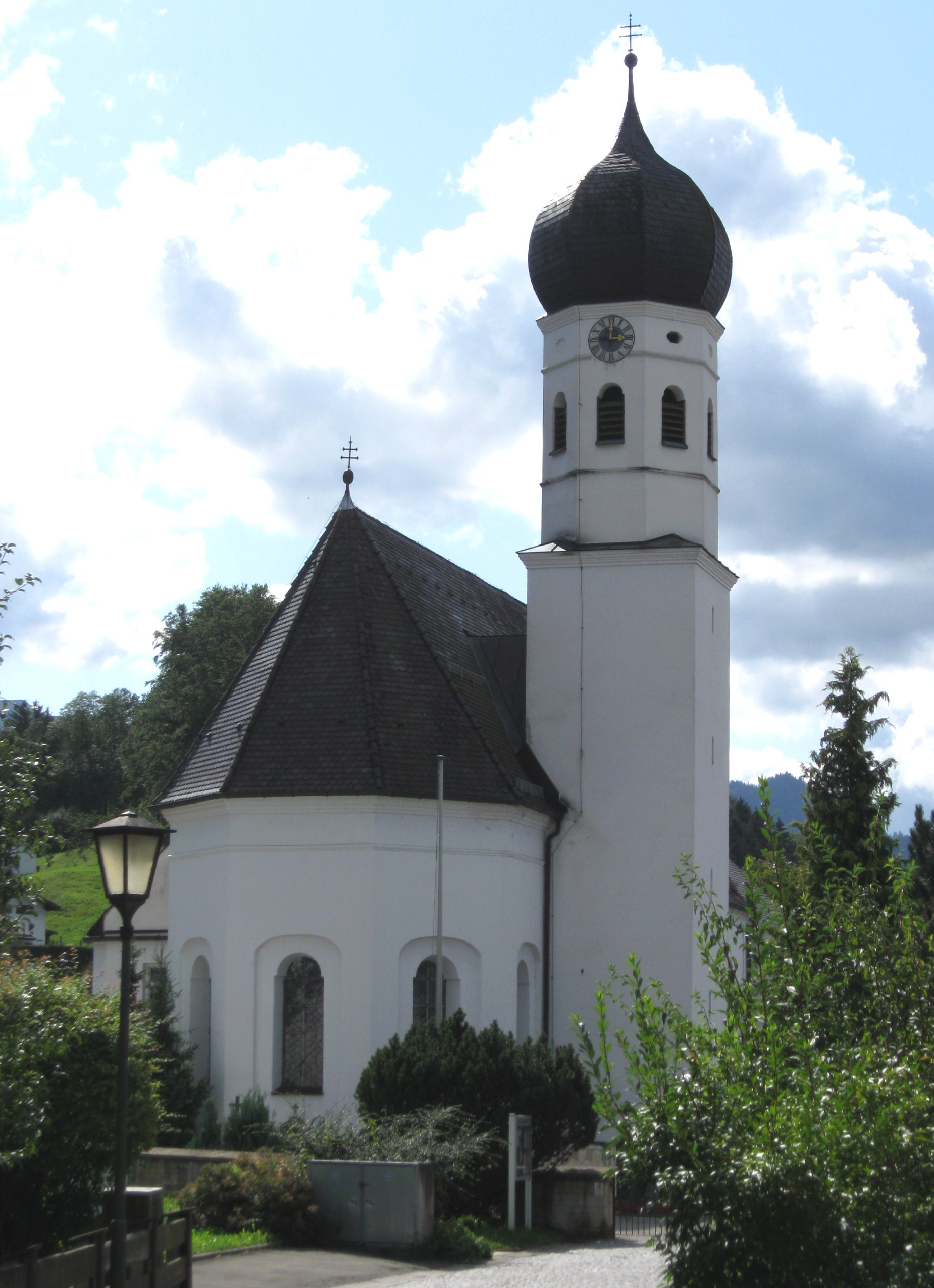
Die katholische Kirche in Kochel am See diente auch Wassily Kandinsky 1902 als Motiv

Dargestellt ist eine Mädchenklasse des am französischen Muster orientierten Münchner Max-Joseph-Stifts. Mit ihrer „Lehr- und Erziehungsdame“ sind die Elevinnen der fünften Klasse unterwegs. Es handelt sich um „Töchter aus adeligen Familien, oder von angesehenen Männern in königlich-bairischen Civil- oder Kriegsdiensten.“ Sie sind zu identifizieren durch ihre Herbst- und Winteruniform, den schwarzen Umhängen, den schwarzen Stoffhüten mit Krempe und den blauen Schals. In neun Zweiergrüppchen mit Abstand hintereinandergehend bilden sie eine lange Reihe. Sie sind unterwegs nach Kochel am See. Das Dorf ist am Turm der Kirche St. Michael erkennbar. Schon 1902 hatte Kandinsky diese Kirche besucht und gemalt.

## Stil
Stilistisch zeigt Werefkin mit dem Bild Herbst (Schule) gleich mehreres auf: nämlich den Umgang mit dem Cloisonnismus und den mit den drei Grund- und Komplementärfarben. Vincent van Gogh, der wichtigste Farbtheoretiker für die jüngere Malergeneration, hatte daran noch hart gearbeitet. An seinen Bruder Theo schrieb er 1888: „Die sechs Hauptfarben Rot–Blau–Gelb–Orange–Violett–Grün ins Gleichgewicht zu bringen“ ist „Hirnarbeit.“
Die Farbharmonien van Goghs wieder aus der Balance bringend, gelangte Werefkin zu Neuerungen in der Malerei, auf die ihre Münchner Malerfreunde erst vier Jahre später stoßen sollten. Für ihre Zeit sehr mutig, gesellte sie zu den drei Grund- und Komplementärfarben gleichzeitig die beiden „Nichtfarben“ Schwarz und Weiß. Lange vor Werefkin, noch länger vor den Fauves oder gar Jawlensky, Münter und Kandinsky, hatte sich schon van Gogh vom Stil des Cloisonnismus überzeugen lassen. Dieser neue Stil war die Erfindung von Bernard, die er durch Gauguin kennenlernte. In einem Brief an den Kollegen Bernard schilderte van Gogh 1888 seine Arbeitsweise, die auch Werefkin in ihrem Bild Herbst (Schule), allerdings weiterentwickelt, praktizierte: „Indem ich stets direkt an Ort und Stelle arbeite, suche ich in der Zeichnung das festzuhalten, was wesentlich ist. Dann fülle ich die durch Konturen, ob sie nun zum Ausdruck kommen oder nicht, auf alle Fälle aber sind sie gefühlt, begrenzten Flächen.“
Und aus einem etwas späteren Brief an Gauguin wird ersichtlich, dass er sich dessen cloisonnistischer Malweise bediente, um sie mit der seinen zu verschmelzen: „Und es freut mich enorm, daß Sie sagen, das Portrait der Arleserin, das streng auf Ihrer Zeichnung basiert, habe Ihnen gefallen. Ich versuchte, Ihrer Zeichnung respektvoll treu zu bleiben. [...] Es ist eine Synthese der Arleserin, wenn Sie so wollen. Da Arleserinnen-Synthesen selten sind, so nehmen Sie dies als ein Werk von Ihnen und mir, als eine Zusammenfassung unserer gemeinsamen Arbeitsmonate.“
Etliche Jahre später verfuhren einige Fauves nach van Goghs Vorbild, indem sie van Goghs Stileigentümlichkeiten mit denen von Gauguin zur „Synthese“ zu verschmelzen versuchten.
Es ist außerdem nicht zu übersehen, dass auch der Japonismus – für den Werefkin ein besonderes Faible entwickelt hatte   wie in ihrem Gemälde Biergarten, so auch in diesem Bild deutliche Spuren hinterlassen hat. Darauf verweisen die Baumkronen, die sie ganz nach japanischer Art gekappt hat.

## Dissonanzen
Beim ersten Blick ist kaum zu bemerken, dass die Werefkin in dem Bild Herbst (Schule) die Farben ganz kalkuliert einsetzte, um dem Bildganzen eine bestimmte und unverwechselbare Grundstimmung zu verleihen. Indem sie die dunklen Töne Schwarz und Blau für den Berg, den See, die Baumstämme, die Gewänder der Figuren und den oberen Teil des Himmels, sowie das Violett des Weges quantitativ bildbeherrschend gestaltete. Dagegen versteckte sie nahezu das schrille Gelb in der Wiese und das tönende Rot der Dächer des Dorfes. Dadurch erhält die Darstellung einen traurigen Unterton, zumal das zwischen Gelb und Rot vermittelnde Orange des Himmels von schwarz-violetten Gewitterwolken fast überzogen wird.
Das Weiß, das an Leuchtkraft das Gelb übertrifft, benutzte sie recht sparsam, lässt es in der Wiese und der Kleidung der Figuren und den Häusern des Dorfes punktuell aufblitzen. Außerdem verwendete sie das Weiß für Konturen, die nach der strengen Regel des Cloisonnismus eigentlich schwarz sein sollten. Aber sie setzt sich nonchalant darüber hinweg, verarbeitet die Kontur zu eigenständigen Linien, die ganz verschiedene Ausdrucksqualitäten erreichen können. Ganz zart, fast nur angedeutet, begleitet eine weiße Linie den Kamm des bewaldeten Bergrückens links. So dünn und unscheinbar wie diese Linie zunächst erscheint, so lebendig ist sie durch ihre Zackenform, die an Zähne einer Säge erinnern. Eine ruhigere, ausgeglichenere Form hat die weiße Linie, die als Kontur des rechten Berges gemächlich von links unten den Berg hinaufführt. Diesen beiden Konturlinien gegenüber haftet jener, die den See weiß umrandet, etwas Träges und in sich Ruhendes an. Kahle Bäume und letzte Blüten der Herbstzeitlosen auf den Wiesen bestätigen die schwermütige Farbstimmung. Die Schulklasse in ihrer einförmigen Reihung auf dem Nachhauseweg von einem Ausflug, wiederholt das Bildthema als melancholischen Ausklang eines Zeitablaufes. Es handelt sich um ein dissonantes Bild.